# رقاقس أزغب
رقاقس أزغب (الاسم العلمي: Androsace pubescens) هو نوع من النباتات يتبع جنس الرقاقس من فصيلة الربيعية.